# بانگ سو-هیون
بانگ سو-هیون (انگلیسی: Bang Soo-hyun؛ زادهٔ ۱۳ سپتامبر ۱۹۷۲) بدمینتون‌باز اهل کره جنوبی است.